# Síndrome de Sanfilippo
La síndrome de Sanfilippo o mucopolisacaridosis tipus III (MPS-III) comprèn un grup de malalties d'emmagatzematge lisosomal, causada per la deficiència d'una de les quatre hidrolases lisosomals que participen en la degradació del glicosaminoglicà heparan sulfat (el qual es troba localitzat en la matriu extracel·lular i en les glicoproteïnes de la superfície cel·lular). Té un patró d'herència autosómico recessiu, la qual cosa vol dir que el nen hereta tant del pare com de la mare les còpies del gen mutat. Tots dos pares d'un nen afectat amb un patiment autosòmic recessiu són portadors sans del gen mutat. Aquesta deficiència ocasiona degeneració greu del sistema nerviós central i deteriorament de les habilitats socials i d'adaptació, provocant finalment una mort precoç de la persona afectada. De moment, no s'ha descobert una cura per als humans, encara que s'estan realitzant diferents estudis d'investigació que són esperançadors.

## Història
El 1961, Harris va informar les manifestacions clíniques d'una nena amb hepatomegàlia i esplenomegàlia, avaluació esquelètica normal i excreció de grans quantitats de heparan sulfat en l'orina.
El 1962 i 1963, Sanfilippo i associats van descriure vuit nens amb retard mental i mucopolisacariduria d'heparan sulfat i van descriure la síndrome que ara porta el seu nom.
El 1974, Autio i associats, van utilitzar el terme "gàrgola" per descriure l'aparença facial d'un nen amb aspartil-glicosaminuria que assemblava les característiques d'aquestes decoracions.

## Incidència
El nombre de persones afectades per la síndrome és variable depenent de la regió geogràfica, al voltant d'un cas per cada 280.000 naixements a Irlanda del Nord, 1 per cada 66.000 a Austràlia, i 1 per 50.000 als Països Baixos. En un estudi realitzat a Austràlia, es va determinar la incidència següent, diferenciant els diferents subtipus de la malaltia.
| Síndrome de Sanfilippo (tipus) | Incidència aproximada | Percentatge de casos |
| ------------------------------ | --------------------- | -------------------- |
| A                              | 1 en 100.000          | 60%                  |
| B                              | 1 en 200.000          | 30%                  |
| C                              | 1 en 1.500.000        | 4%                   |
| D                              | 1 en 1.000.000        | 6%                   |

## Manifestacions clíniques
- Desenvolupament gairebé normal fins a abans dels 3 a 4 anys.
- Retard en el desenvolupament, especialment en el llenguatge (etapa 1).
- Dificultats motores progressives a causa de l'espasticitat i rigidesa de les articulacions, que inicien aproximadament als 10 anys (marquen l'inici de la tercera etapa de la malaltia).
- Pèrdua auditiva greu (és freqüent en el pacient amb afectació moderada a greu)
- Degeneració neurològica greu que ocorre en la majoria dels pacients entre els sis i els 10 anys, acompanyat per deterioració ràpida de les habilitats socials i adaptatives (deterioració mental).

- Problemes conductuals (etapa 2).
  - Agressivitat
  - Hiperactivitat
  - Dèficit d'atenció
  - Trastorns del son
  - Plor intens
  - Autolesió
  - Canvis bruscs en l'estat d'ànim

- Trastorns fisiològics:
  - Incapacitat o dificultat per controlar els esfínters.
  - Diarrea
  - Dificultats per caminar
  - Articulacions rígides que possiblement no s'estenguin per complet.

## Diagnòstic per laboratori
- Excreció urinària incrementada d'heparan sulfat

## Diagnòstic per imatge
- Radiografia: grau lleu de disostosis múltiple
- Tomografia de cervell: atròfia cortical lleu a moderada a l'inici.
- Atròfia cortical greu en les etapes tardanes.

## Tractament
El tractament convencional del nen amb síndrome de Sanfilippo que consisteix en modificació conductual i farmacoterapia ha tingut un èxit limitat per al control de les manifestacions conductuals.

## Pronòstic
La síndrome provoca símptomes neurològics considerables, com a discapacitat intel·lectual severa. El CI pot estar per sota de 50. La majoria de les persones amb aquesta síndrome viuen fins als anys d'adolescència; alguns poden viure més, mentre que uns altres amb formes severes de la malaltia moren a una edat més primerenca. Els símptomes semblen més severs en persones amb la síndrome de Sanfilippo tipus A.